# Wimbe
A Wimbe belgiumi patak az Ardennekben ered és a Lesse folyóba torkollik. A belga Luxemburg tartományban ered Haut-Fays közelében, majd Froidfontaine, Honnay, Revogne és Lavaux-Sainte-Anne falvak mentén folyik. A két utóbbi település közvetlenül a folyócska partján fekszik. Elhalad a Lavaux-Sainte-Anne várkastélya közelében.
A patak átlagos évi vízhozama 2000-ben 1,5m³/s, 2003-ban 0,58m³/s volt.

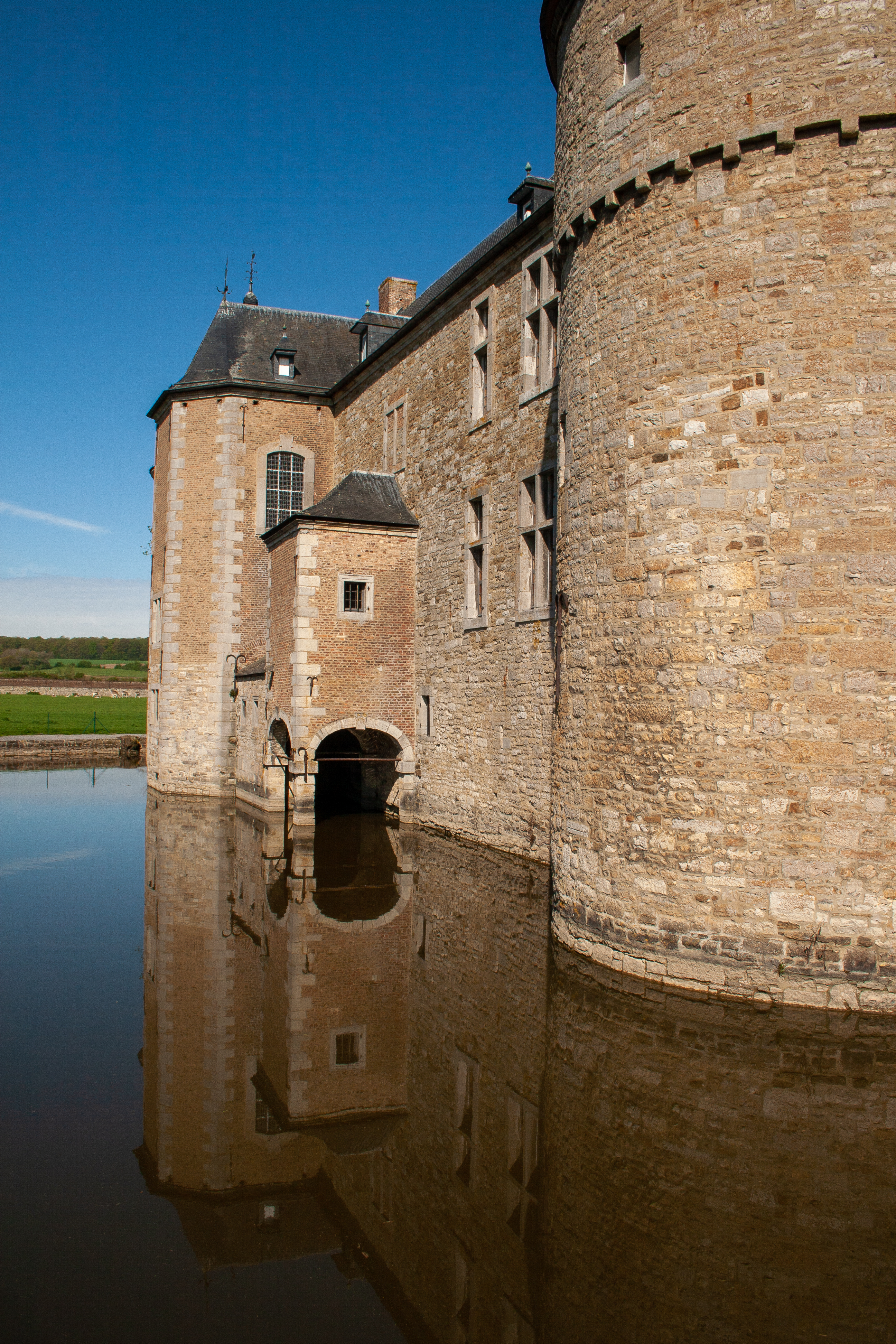
Lavaux-Sainte-Anne várkastélyának vizesárkait is a Wimbe táplálja